# Kleinster Krokus
Der Kleinste Krokus (Crocus minimus) ist eine Pflanzenart aus der Gattung der Krokusse (Crocus).

## Merkmale
Der Kleinste Krokus ist ein ausdauernder Knollen-Geophyt, der Wuchshöhen von 4 bis 7 Zentimeter erreicht. Die Knollenhülle ist nur parallelfaserig. Die Blätter sind 0,5 bis 1 Millimeter breit. Die Perigonzipfel sind 20 bis 27 Millimeter lang. Die Staubbeutel sind genauso lang wie die Staubfäden.
Die Blütezeit liegt im März, selten reicht sie bis April.
Die Chromosomenzahl beträgt 2n = 24-30.

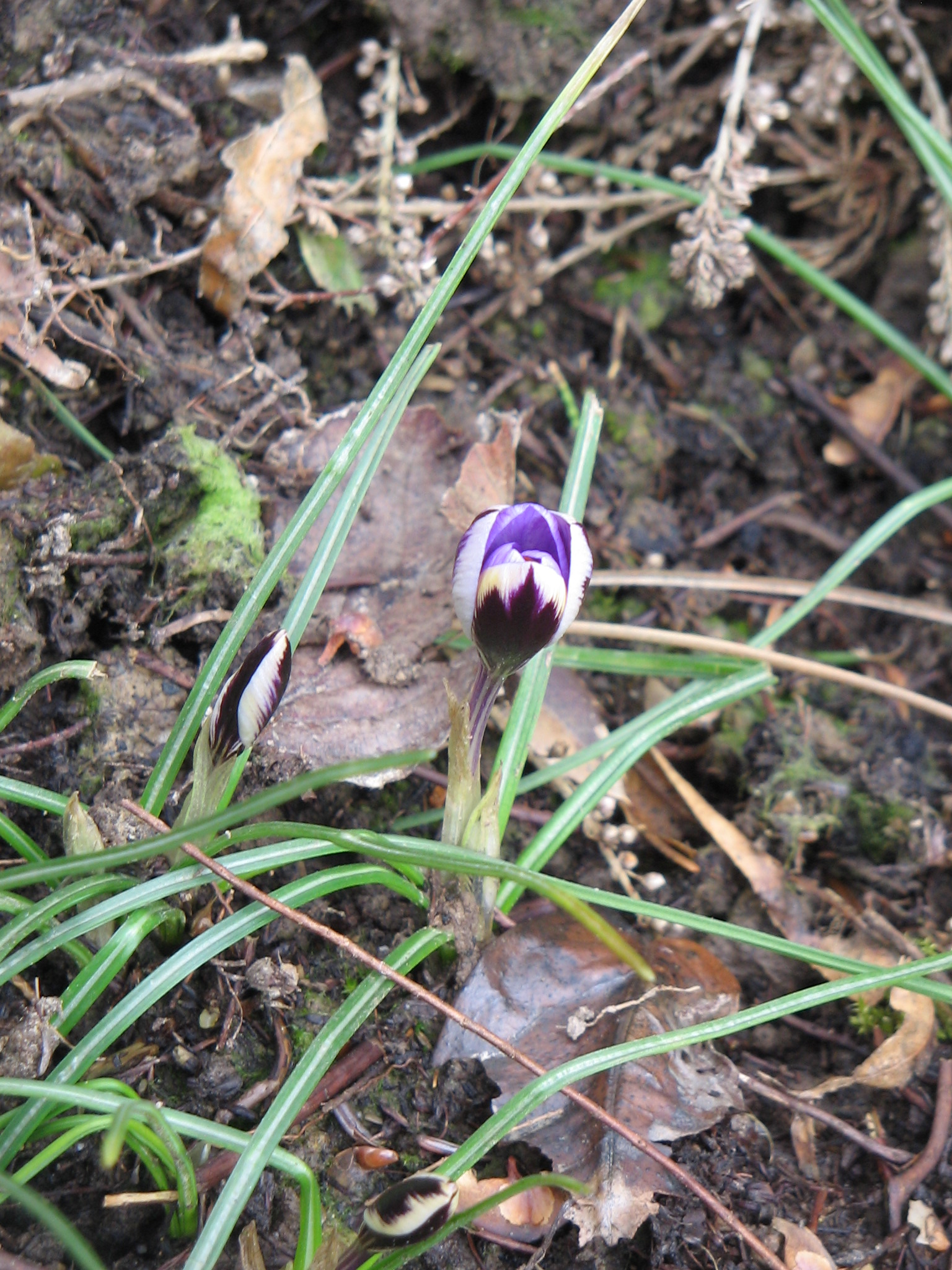
Aufblühen
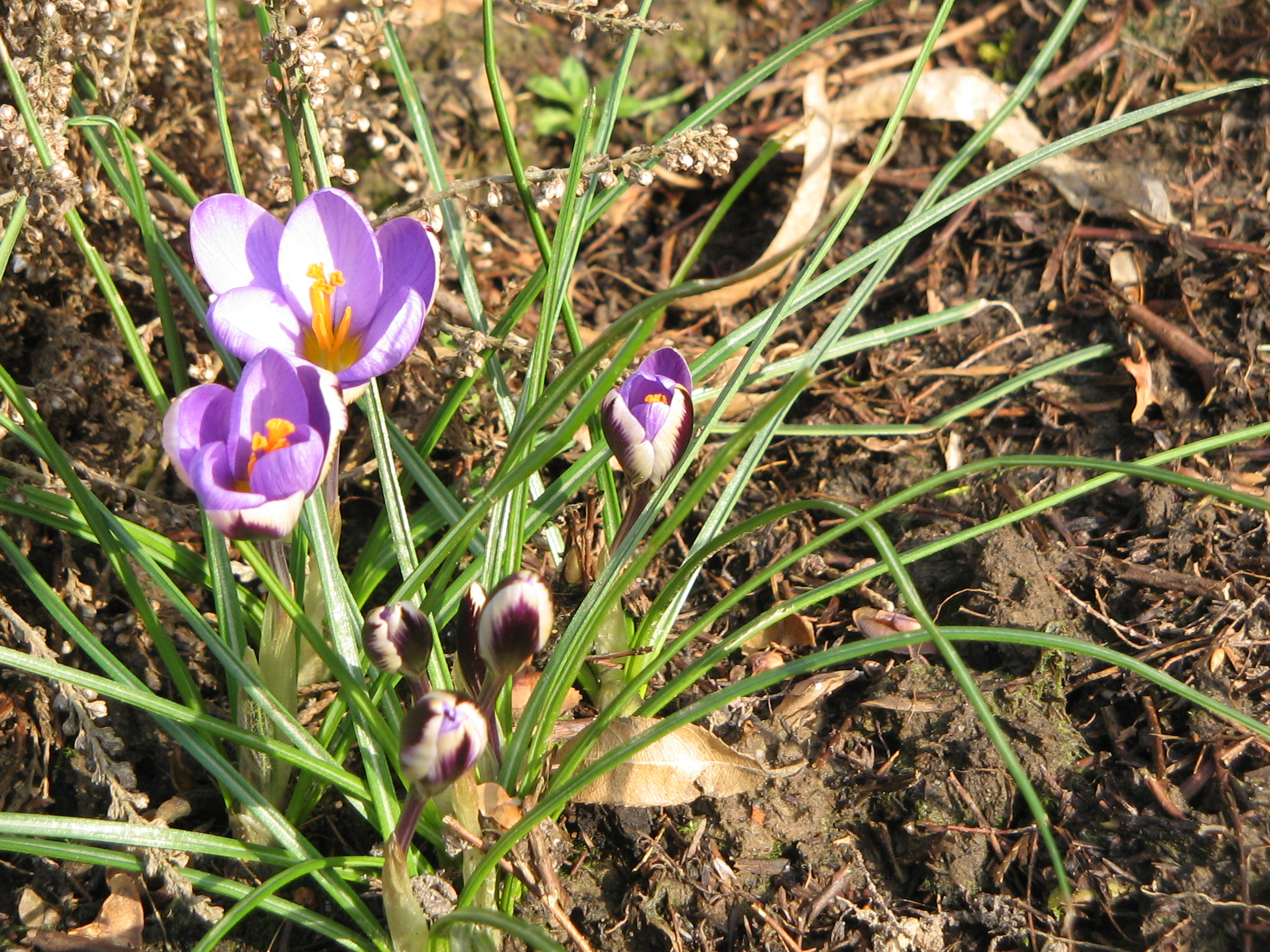
Innen- und Außenseite der Blüten
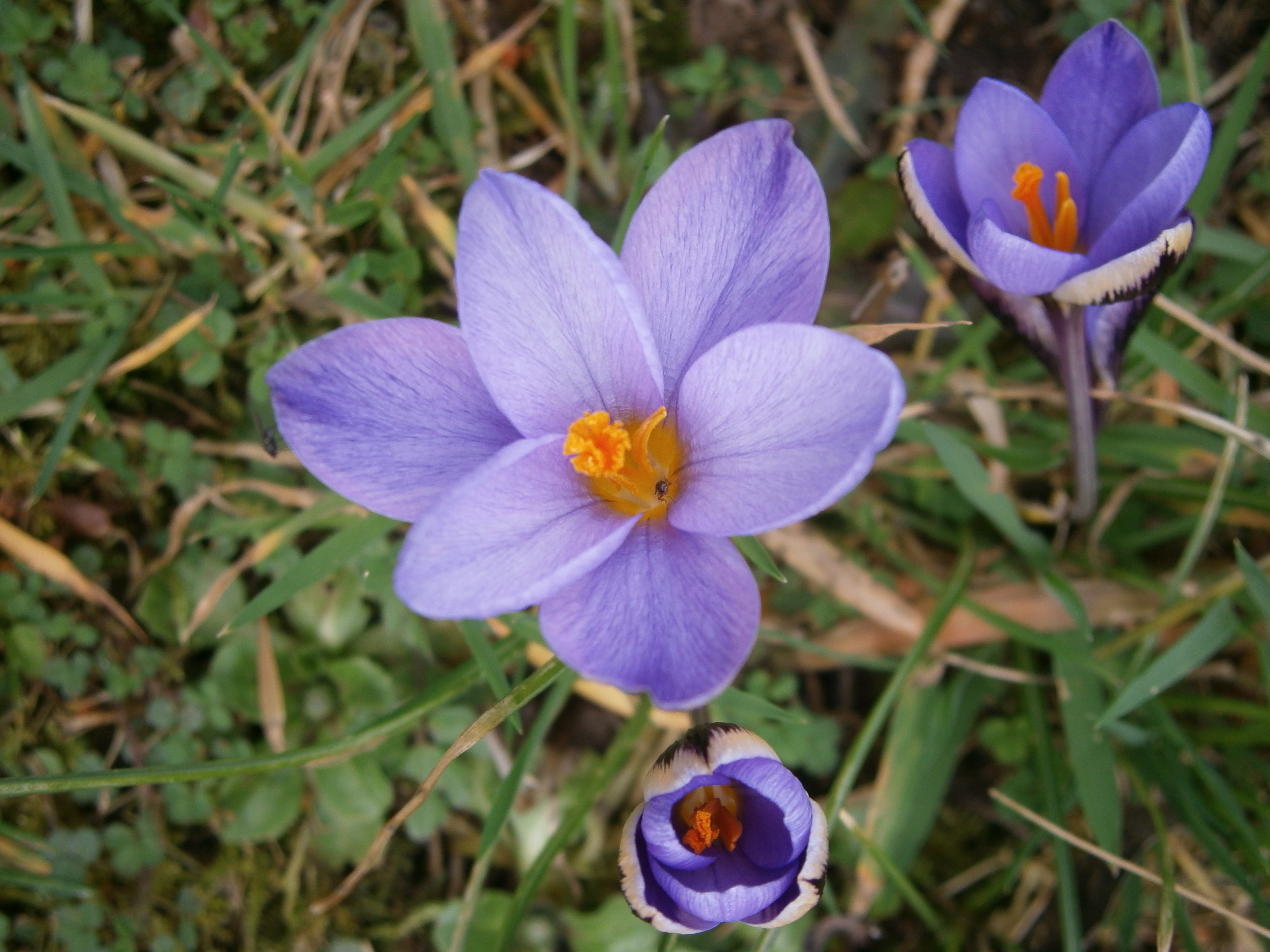
Großaufnahme einer Blüte

## Vorkommen
Der Kleinste Krokus kommt auf Sardinien und Korsika und auf der Insel Capraia vor. Die Art wächst auf Grus auf Granit in Höhenlagen von 0 bis 1500 Meter.

## Nutzung
Der Kleinste Krokus wird selten als Zierpflanze genutzt.